# A Voz da Raça

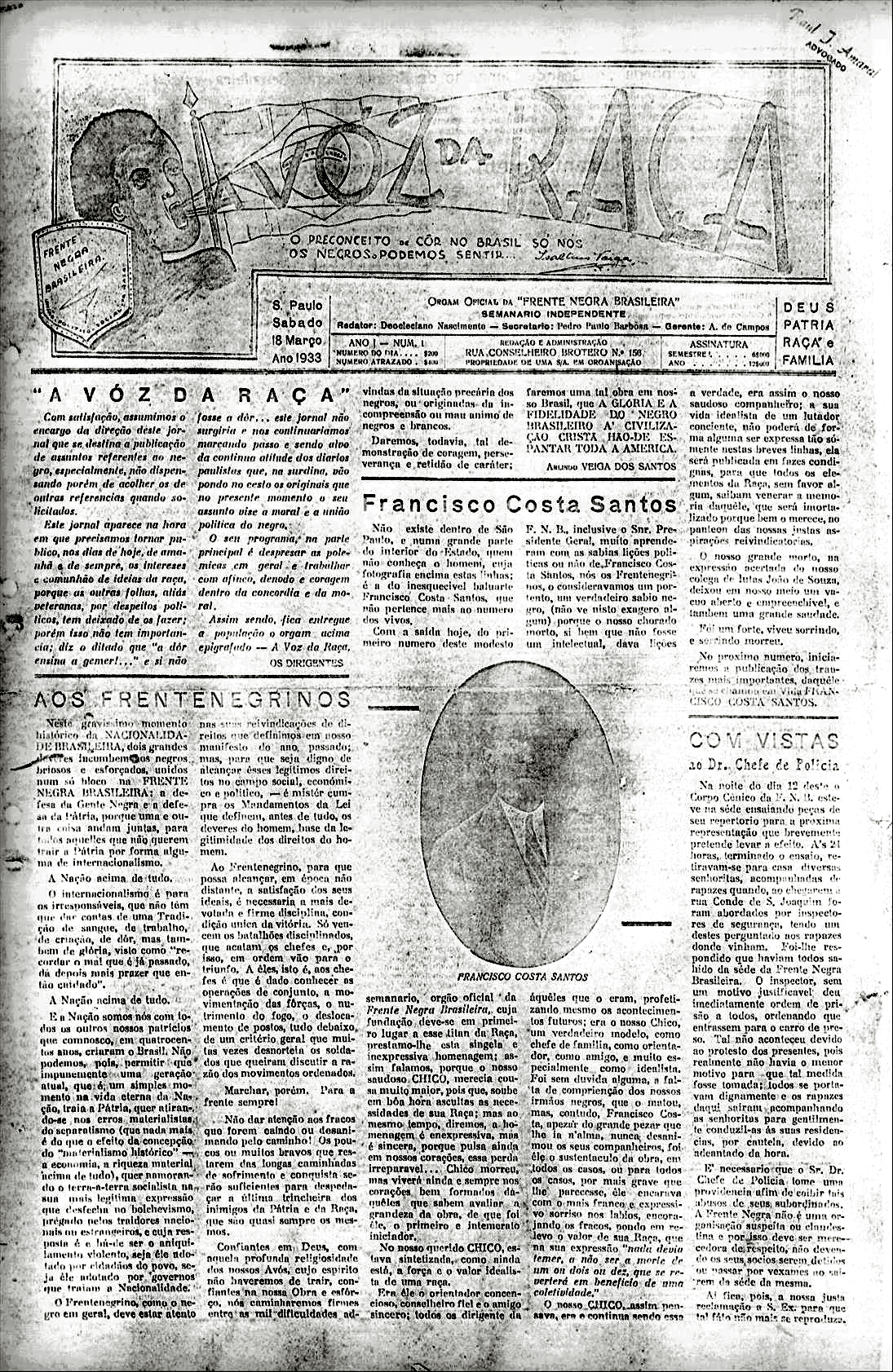
Capa da primeira edição, A Voz da Raça.

A Voz da Raça foi um jornal da imprensa negra paulista, que ganhou destaque por sua duração, estrutura e organização político-social. A Voz da Raça foi fundado em 18 de março de 1933 por Francisco Costa, integrante da Frente Negra Brasileira (FNB). O jornal foi o periódico oficial do grupo e se tornou um canal de diálogo e reivindicação da entidade ultranacionalista que marcou o movimento negro brasileiro na primeira metade do século XX.  A revista circulou de sua criação até agosto de 1933 com periodicidade semanal e, a partir de desta data, passou a ganhar novos números quinzenalmente. De 1935 até 1937, último ano em que foi publicado, tornou-se um jornal mensal, encerrando suas atividades em novembro do mesmo ano. No total, 67 edições foram publicadas. 

## História
O jornal A Voz da Raça contava com o recebimento de verba da FNB, com o contrato de impressão de uma gráfica terceirizada, assim como com um sistema de assinaturas e distribuição para outros estados: o que caracterizava um nível de organização singular em relação a outros jornais da imprensa negra da época. O conteúdo do periódico era distribuído em quatro páginas que contavam com artigos, notícias, notas, chamadas, informes, além do cabeçalho com a frase “O preconceito de cor, no Brasil, só nós, os negros, o podemos sentir”, de autoria de Isaltino Veiga dos Santos.

## Conteúdo
| Ano  | Números publicados | Formato | Seções | Redatores                              | Periodicidade                         | Nº de páginas |
| ---- | ------------------ | ------- | --- | -------------------------------------- | ------------------------------------- | ------------- |
| 1933 | 28                 | 30x20cm | Sociais, Esporte, Comunicação, Gentes e fatos de outras épocas, Literatura FrenteNegrina, Diversas, Notícias, Biblioteca da FNB, Pela Imprensa, Seção Livre, Movimento Associativo, Pratos do dia, Caixa Beneficente, Radiouvindo. | Deocleciano Nascimento; Mário Campos   | Semanal (a partir do nº16, quinzenal) | 4             |
| 1934 | 14                 | 30x20cm | Sociais, Seção doméstica, Notícias de..., Escritas Avulsas, Notícias Diversas, Esportes, Rosas Negras, Pela Imprensa, Radiouvindo.                                                                                                 | Deocleciano Nascimento; Raul J. Amaral | Quinzenal                             | 4 - 8         |
| 1935 | 5                  | 30x20cm | Sociais, Seção Doméstica, Notícias de..., Discorrendo, Pela Imprensa, Notícias do Interior, Rosas negras. | Deocleciano Nascimento; Raul J. Amaral | Mensal                                | 4             |
| 1936 | 10                 | 30x20cm | Sociais, Notícias do interior, Várias, Noticiário, Comentando. | Antonio M. dos Santos; Rubens R. Costa | Mensal                                | 4             |
| 1937 | 10                 | 30x20cm | Notícias do interior, Sociais, Comentando, Página esportiva, Notícias de..., Pela imprensa, Pelas Sociedades, Joias Literárias, Notas de Português, Seção Feminina.                                                                | Rubens R. Costa                        | Mensal                                | 4 - 6         |

Ainda que se tratasse de um jornal informativo, A Voz da Raça era utilizado como porta-voz da ideologia apoiada pela Frente Negra Brasileira. Em seus artigos, propunha-se a convocação da coletividade negra em favor da valorização étnica e histórica do protagonismo negro.

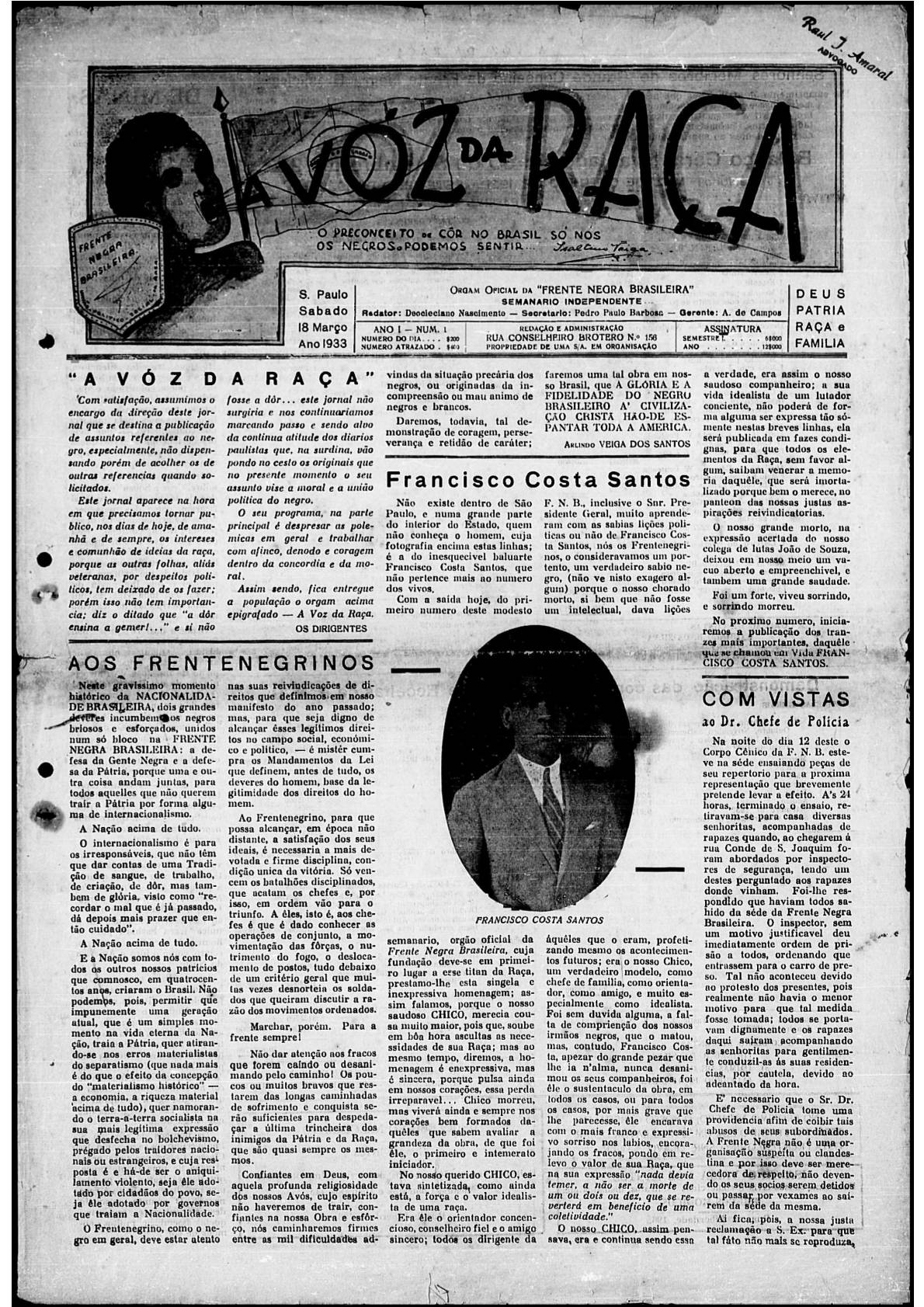
Edição do Jornal A Voz da Raça de 18 de Março de 1933, que traz em seu cabeçalho o Título do jornal saindo da boca de uma personagem negra

Na primeira edição do jornal, destacava-se o cabeçalho com letras em caixa alta com o título A Voz da Raça, saindo da boca de uma personagem negra de forma a representar um desabafo da população negra, gritando ao mundo suas ideias e insatisfações com condições econômicas e sociais. Trazia ainda o nome do editor, secretário e gerente responsáveis pela publicação.
Do lado direito da página, trazia o subtítulo “Deus, Pátria, Raça e Família”, que diferenciava-se do lema da Ação Integralista Brasileira apenas pela adição do termo “Raça”, reunindo os valores defendidos pelo jornal. Em abril de 1934, um novo subtítulo surge para compor o cabeçalho: “Negro não te envergonhes de ser negro! Alista-se nas fileiras frentenegrinas, se é que queres elevar o nível moral e intelectual do negro”.

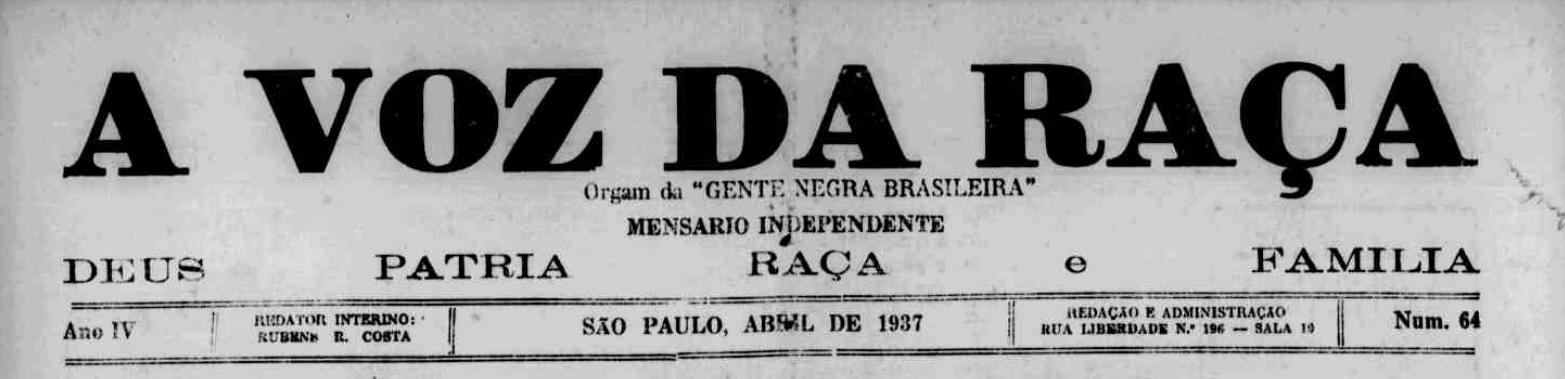
Cabeçalho A Voz da Raça, nº64, abril de 1937.

A partir de maio de 1936, observam-se algumas transformações no cabeçalho do jornal como, por exemplo, a tipografia utilizada na publicação e a disposição das informações. Tais inconsistências são justificadas por problemas financeiros e inexperiência em questões tipográficas.
A cada edição eram produzidos cerca de 1000 a 5000 exemplares que podiam ser adquiridos por uma assinatura mensal ou exemplar avulso. O jornal era distribuído na sede da Frente Negra Brasileira e em bailes e festas promovidos por associações beneficentes.

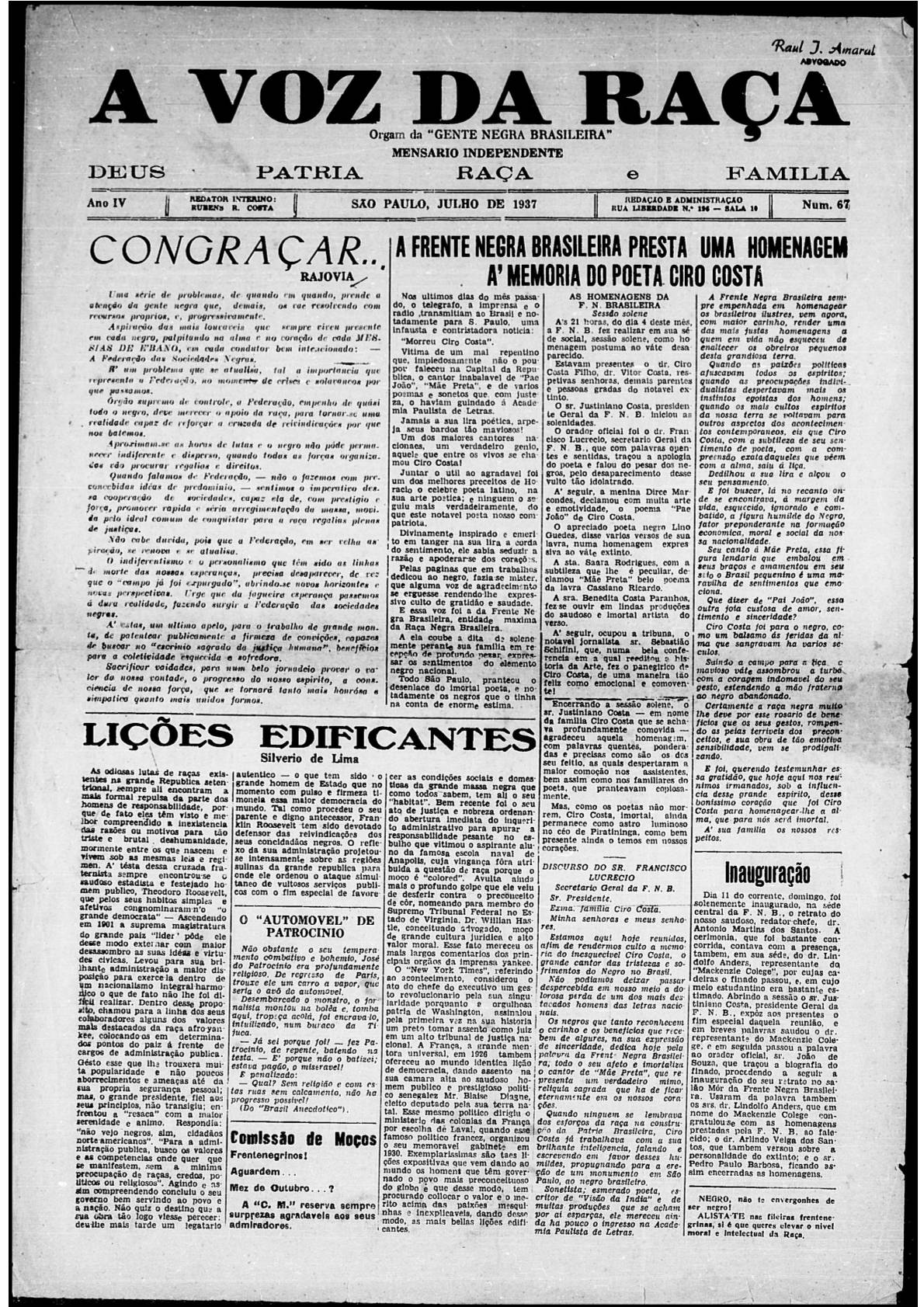
Item do acervo do Arquivo Público do Estado de São Paulo (APESP).

Em relação às seções presentes em A Voz da Raça, existia a Sociais, na qual comunicavam aniversários, casamentos, poemas e trechos de canções. A partir de 1934 começou a ser veiculada uma seção voltada para o público feminino intitulada Seção Doméstica, que trazia receitas e dicas para facilitar o trabalho doméstico. Mais tarde, em 1937, a seção veio a se chamar Seção Feminina.
Desde julho de 1933, primeiro ano de publicação, estava veiculada no jornal a seção Vida Religiosa, na qual se relatavam ações da Igreja Católica, datas comemorativas, trechos dos evangelhos, história das igrejas tradicionais brasileiras e personagens bíblicos com histórias que se assemelham, de alguma forma, ao sofrimento da população negra durante o período da escravidão. Era uma maneira de alertar aos leitores para a necessidade de uma vida dirigida por preceitos religiosos, considerados princípios morais e virtuosos.
Outra seção presente em praticamente todas as edições do jornal era a de Esportes que trazia os resultados de partidas de futebol entre times de associações recreativas negras de São Paulo. Uma das seções que geravam receita, auxiliando no financiamento do jornal, era a intitulada Seção de Anúncios que trazia o oferecimento de serviços diversos por membros da Frente Negra Brasileira, que pagavam para veicular suas propagandas.

## Editoriais
O conteúdo distribuído pelo jornal não seguia uma ordem fixa e somente os editoriais tinham destaque contínuo na primeira página. A grande maioria era de autoria de Justiniano da Costa e do jornalista e presidente da Frente Negra Brasileira, Arlindo Veiga dos Santos, conhecido por suas inclinações monarquistas.
O periódico tinha como propósito estimular a superação do conformismo e da passividade da população negra, através do combate ao preconceito racial e da disseminação de uma visão positiva da ancestralidade negra. Entretanto, ao longo das publicações do jornal, se sobressai uma preocupação com o nacionalismo. Muitos artigos publicados pelo jornal A Voz da Raça falam de forma positiva sobre o patriotismo em regimes nazistas e fascistas. No editorial de 10 de junho de 1933, intitulado A afirmação da raça, Arlindo Veiga defende a maneira como Hitler enaltece a raça ariana e propõe que o mesmo modelo seja seguido na organização do que ele chama de raça negra.
Em algumas publicações, os escritores se colocam como defensores da raça brasileira, enquanto culpam o país de uma tendência a desprezar suas raízes e argumentam que os direitos da população negra serão conquistados através da disciplina e da obediência. Para os colaboradores do jornal, a educação escolar e religiosa transformaria as pessoas negras em membros ativos da civilização e do país.
Em seções como Notícias e Destaques do Passado, traziam-se questões pertinentes que abordavam a etnicidade. Além das palavras “Deus, Pátria, Raça e Família”, estampadas na página principal, a revista trazia em seu editorial homenagens para abolicionistas como José do Patrocínio e Luiz Gama, além de figuras como Zumbi dos Palmares. A justificativa para a seleção de pessoas homenageadas de forma mais frequente seria de que estes nomes são considerados como líderes, heróis que abdicaram de seus próprios interesses pelo bem maior da nação ou de sua raça. O periódico foi um importante veículo para o combate às opiniões racistas e pejorativas manifestadas na imprensa regular, incentivando as pessoas negras a agirem contra injustiças.

## Ligações Externas
- Acervo digital de A Voz da Raça na Biblioteca Nacional
- A voz da raça: uma expressão negra no Brasil que queria ser branco